# Bela Lugosi
Béla Ferenc Dezsõ Blaskó (født 20. oktober 1882 i Lugos, død 16. august 1956 i Los Angeles) var en ungarsk/amerikansk skuespiller kendt som Bela Lugosi, der blev filmstjerne i Hollywood og især huskes for titelrollen i Dracula (1931).

## Liv og karriere
Han blev født i Lugos, Ungarn (nu Lugoj, Rumænien), debuterede som teaterskuespiller i 1901, var soldat i Første Verdenskrig, blev involveret i fagforeningsarbejde, måtte under de ungarske kommunistforfølgelser flygte til Tyskland i 1919, kom til USA i 1920 og blev amerikansk statsborger i 1931. Han fik sin amerikanske filmdebut i The Silent Command (1923) og var i 1930'erne med til at starte de amerikanske filmskuespilleres fagforening, Screen Actors Guild.
I 1927 fik Lugosi titelrollen i den amerikanske teaterversion af Bram Stokers roman Dracula, som blev en kæmpesucces og spillede i tre år. Bagefter gentog han rollen i filmversionen, Dracula (1931), som blev produceret af Universal og instrueret af Tod Browning. Filmen blev en endnu større succes end skuespillet, og rollen som Dracula gjorde Lugosi verdensberømt. Han fik angiveligt flere breve fra kvindelige fans end selv Clark Gable.[kilde mangler]
Med sin ungarske/rumænske accent og karismatiske, scenevante fremtræden var Lugosi et fund til rollen som den transylvanske vampyrgreve. Det er da også især den rolle, Lugosi huskes for, og Grev Dracula er i populærkulturen stadig tæt associeret med netop Lugosis fortolkning. Der findes næppe mange mennesker i den engelsksprogede verden, der ikke umiddelbart genkender Lugosis karakteristiske fremførelse af replikker som "I am Dracula – I bid you welcome!", "I never drink – wine!" og "Listen to them -- children of the night! What muuusic they make!"
Lugosi fik andre gode filmroller, fx som fårehyrden Ygor i Universals Son of Frankenstein (1939), over for Boris Karloff. Men han var ikke god til at forvalte sin egen karriere, og endte som falleret, underbetalt stjerne i utallige horrorfilm, ofte af tvivlsom kvalitet. Desuden blev han afhængig af morfin.
Da Lugosi døde, blev han begravet i sin Dracula-kappe. Han var så fattig, at Frank Sinatra betalte for begravelsen. Ifølge en anekdote dukkede Lugosis kolleger, horrorstjernerne Peter Lorre og Vincent Price, op til begravelsen, hvor Lorre så Lugosis kappeklædte lig ligge i kisten og hviskede til Price: "Skal vi stikke en stage i ham – bare for en sikkerheds skyld?"
Takket være gamle optagelser fik Bela Lugosi posthumt en rolle i kultfilmen Plan 9 from Outer Space (1959), instrueret af hans ven Edward D. Wood jr.
Bela Lugosi spilles i filmen Ed Wood (1994) med både humor og smerte af Martin Landau, der fik en Oscar for rollen -- en ære, der ironisk nok aldrig tilfaldt Lugosi selv.

## Udvalgt filmografi
- He Who Gets Slapped (1924)
- Dracula (1931)
- Island of Lost Souls (1932)
- Murders in the Rue Morgue (1932)
- White Zombie (1932)
- The Black Cat (1934)
- Mark of the Vampire (1935)
- The Raven (1935)
- The Invisible Ray (1936)
- Ninotchka (1939)
- Son of Frankenstein (1939)
- Black Friday (1940)
- The Devil Bat (1940)
- Invisible Ghost (1941)
- Spooks Run Wild (1941)
- The Wolf Man (1941)
- The Corpse Vanishes (1942)
- The Ghost of Frankenstein (1942)
- The Ape Man (1943)
- Frankenstein Meets the Wolf Man (1943)
- The Return of the Vampire (1944)
- The Body Snatcher (1945)
- Bud Abbott Lou Costello Meet Frankenstein (1948)
- Bela Lugosi Meets a Brooklyn Gorilla (1952)
- Mother Riley Meets the Vampire (1952)
- Glen or Glenda (1953)
- Bride of the Monster (1955)
- Plan 9 from Outer Space (1959)